# حاجی‌آباد (میربگ جنوبی)
حاجی‌آباد یک روستا در ایران است که در دهستان میربگ جنوبی واقع شده‌است. حاجی‌آباد ۷۷ نفر جمعیت دارد.